# Alfa Romeo 8C 2900B Le Mans
L'Alfa Romeo 8C 2900B Le Mans Berlinetta Touring è un'automobile da competizione realizzata dall'Alfa Romeo per partecipare alla 24 Ore di Le Mans del 1938. Si tratta di un esemplare unico costruito sulla base Alfa Romeo 8C 2900B.

## Il contesto

La struttura "Superleggera" dell'Alfa Romeo 8C 2900B Le Mans in costruzione alla Carrozzeria Touring di Milano

Nel 1938 a carrozzeria Touring di Milano venne incaricata dalla Alfa Corse, neonata squadra corse della casa, nella persona di Enzo Ferrari, di costruire una berlinetta per competere alla 24 Ore di Le Mans. Inizialmente si pensava di correre con una versione scoperta come alla Mille Miglia di quell'anno ma alla fine si decise di optare per una versione chiusa perché più aerodinamicamente valida rispetto alle spider da corsa, è una delle prime volte in assoluto che ciò accade. La vettura fu costruita a partire dal telaio Alfa Romeo 8C 2900B n° 412.033, su cui era montato il motore n° 422022.
La carrozzeria studiata dalla Touring sfrutta un profilo ad "ala spessa" nella parte bassa e un cupolino tronco "tipo Kamm" per coprire la testa dei piloti. I leggeri pannelli in alluminio che formano la carrozzeria sono applicati su una intelaiatura reticolare di acciaio al cromo-molibdeno secondo il metodo brevettato “Superleggera” per un peso finale dichiarato di soli 180 kg. Gli interni sono spogli, come su ogni auto da competizione, con i finestrini laterali e il lunotto in plexiglas. La meccanica venne mutuata dalla 8C-35 con sospensioni a 4 ruote indipendenti, cambio transaxle, freni a tamburo a comando idraulico e motore 8 cilindri in linea da 2.926 cm³ sovralimentato tramite due compressori a lobi potenziato fino a 220 CV a 5500 giri/minuto. 

## La 24 Ore di Le Mans 1938

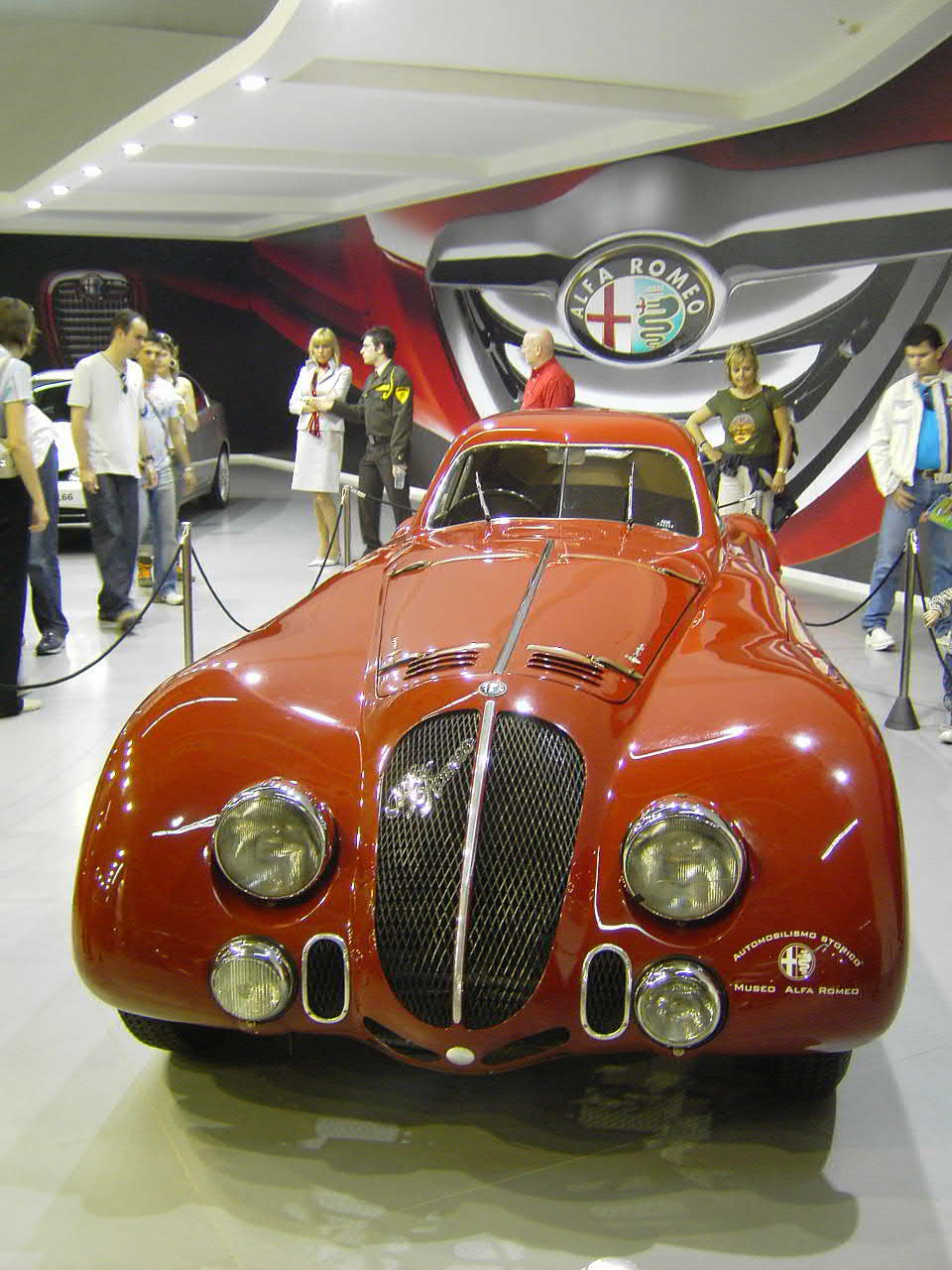
Il frontale dell'Alfa Romeo 8C 2900B Le Mans Berlinetta Touring

Alla maratona francese svoltasi tra il 18 e il 19 giugno 1938 la vettura venne affidata a Raymond Sommer e a Clemente Biondetti per puntare alla vittoria. Alla partenza la vettura con il numero 19 non andò subito in testa ma lasciò ad altri il compito di "tirare" la gara. Dopo 5 ore Biondetti compie il sorpasso che la porta in testa alla gara. Alla 16ª ora la vettura ha accumulato un vantaggio sul primo inseguitore di 11 giri quando accadde il primo imprevisto, lo scoppio di uno pneumatico mentre c'è Raymond Sommer al volante. Con maestria riuscì a non perdere il controllo dell’auto e a tornare ai box dove cambiò la gomma e ripartì. Nel successivo turno Biondetti riuscì ad aumentare il vantaggio fino ad addirittura 14 giri, ma poi la cavalcata trionfale si interruppe bruscamente al 219º giro per un guasto meccanico. Biondetti scende e comincia a spingere la vettura fino ai box per ben 4 Km. Lì si decreta il ritiro della vettura perché non si riesce a far ripartire il motore. Forse cede una valvola a causa del fuorigiri provocato da Sommer durante il rallentamento di emergenza per lo pneumatico scoppiato. 
Ottenne il miglior tempo sul giro e, fino a quando restò in gara, inflisse alla vettura in seconda posizione, la Delahaye 135S di Jean Trémoulet e Eugene Chaboud che poi vinse, un distacco di 189 km, ossia 14 giri.

## Dopo la gara
Dopo quella gara la vettura venne ceduta a dei piloti privati che la ripararono e la riportarono in pista ma solo in gare minori, sopravvisse alla guerra e addirittura nel 1947 partecipò al Concorso d'Eleganza del Pincio a Roma, nelle mani di Franco Venturi, uno dei primi collezionisti italiani. Dopo varie vicissitudini negli anni '80 la vettura tornò in mano all'Alfa Romeo in cambio di una 158 "Alfetta" da restaurare, smontata ma completa. L’esemplare oggi ha subito un altro restauro nel 2006 ed è attualmente esposto al Museo Storico Alfa Romeo.